# Thoas (Freier der Penelope)
Thoas (altgriechisch Θόας Thóas) ist eine Person der griechischen Mythologie.
Er ist in der Bibliotheke des Apollodor einer der Freier der Penelope, der unter den 57 Freiern aus dem akarnanischen Dulichion aufgeführt wird.
Es wurde vermutet, dass entweder der gleichnamige Bruder der Penelope auf einer Verwechslung mit dem Freier beruht, oder dass der Freier nach dem Namen des Bruders gebildet wurde.